# Vladimir Kuznetzov (cyclisme, 1945)
Cet article concerne le cycliste sur piste né en 1945. Pour le cycliste sur route né en 1957, voir Vladimir Kuznetzov (cyclisme, 1957).
Pour les articles homonymes, voir Vladimir Kouznetsov et Kouznetsov.
Vladimir Mikhaïlovich Kuznetzov (Владимир Михайлович Куэнецов), né le 13 mai 1945 à Moscou est un coureur cycliste soviétique sur piste des années 1960-1970. Il a été champion du monde de poursuite par équipes en 1969.

## Palmarès
- 1968
  -  Champion d'URSS de poursuite par équipes (avec l'équipe première du club Dynamo composée de Viktor Bykov, Mikhaïl Kolyuschev et Dzintars Lācis)[1].
  - 2e du championnat d'URSS de poursuite individuelle
  - 4e de la poursuite par équipes aux Jeux olympiques de Mexico (avec Viktor Bykov, Mikhaïl Kolyuschev, Stanislav Moskvine et Dzintars Lācis)[2]
- 1969
  -  Champion du monde de poursuite par équipes amateurs (avec Viktor Bykov, Stanislav Moskvine et Sergueï Kuzkov)
- 1970
  -  Médaillé de bronze de la poursuite par équipes amateurs (avec Viktor Bykov, Stanislav Moskvine et Anatoli Stepanenko)
- 1971
  - 4e de la poursuite par équipes amateurs (avec Viktor Bykov, Anatoli Stepanenko et Eduard Rapp)[3]
- 1972
  - 2e du championnat d'URSS de poursuite par équipes (avec l'équipe URSS 1 composée de Viktor Bykov, Kristenko et Anatoli Stepanenko)
  - 5e de la poursuite par équipes aux Jeux olympiques de Munich (avec Viktor Bykov, Anatoli Stepanenko et Alexandre Yudine)